# Châtenoy-le-Royal
Châtenoy-le-Royal är en kommun i departementet Saône-et-Loire i regionen Bourgogne-Franche-Comté i östra Frankrike. Kommunen ligger i kantonen Chalon-sur-Saône-Ouest som tillhör arrondissementet Chalon-sur-Saône. År 2022 hade Châtenoy-le-Royal 6 205 invånare.

## Befolkningsutveckling
Antalet invånare i kommunen Châtenoy-le-Royal
| Referens: INSEE |